# Sainte-Eugénie-de-Villeneuve
Sainte-Eugénie-de-Villeneuve é uma comuna francesa na região administrativa de Auvérnia-Ródano-Alpes, no departamento de Alto Loire. Estende-se por uma área de 6 km². Em 2010 a comuna tinha 111 habitantes (densidade: 18,5 hab./km²).